# سان فروكتوزو دي باجيس
بلدية سانت فرويتوس دي باجيس (بالكاتالانية: Sant Fruitós de Bages) هي إحدى بلديات مقاطعة برشلونة، والتي تقع في منطقة كاتالونيا، شرق إسبانيا.
يبلغ عدد سكانها 7.448 نسمة وفقاً لإحصائية سنة (2007).

## أعلام
- كارلوس تشيكا
- أرناو سالا
- ديفيد تشيكا